# نظریه اف
نظریه اف (به انگلیسی: F-theory) شاخه‌ای از نظریه ریسمان که توسط کامران وفا توسعه‌داده شده‌است. خلا جدید توصیف شده در نظریه اف توسط وفا کشف شد و به نظریه پردازان ریسمانی اجازه ساخت خلأ جدید می‌دهد. حرف اف (F) در نام این نظریه حرف اول کلمه انگلیسی Father به معنی پدر می‌باشد.